# Nemeskeresztúr vasútállomás
Nemeskeresztúr vasútállomás egy Vas vármegyei vasútállomás, Nemeskeresztúr településen, a MÁV üzemeltetésében. Közvetlenül a 8457-es út mellett fekszik, néhány lépésre a település legnyugatibb házaitól, illetve az említett út és a 7325-ös út találkozásától.

## Vasútvonalak
Az állomást az alábbi vasútvonalak érintik:
- Boba–Bajánsenye-vasútvonal

## Kapcsolódó állomások
A vasútállomáshoz az alábbi állomások vannak a legközelebb:
- Rigács megállóhely (Boba–Bajánsenye-vasútvonal)
- Jánosháza megállóhely (Boba–Bajánsenye-vasútvonal)

## Forgalom
| Járat        | Útvonal | Gyakoriság |
| ------------ | --- | ---------- |
| személyvonat | Zalaegerszeg – Zalaszentiván – Kemendollár – Pókaszepetk – Pakod – Zalabér-Batyk – Türje – Dabronc – Ukk – Rigács – Nemeskeresztúr – Jánosháza – Kemenespálfa – Boba – Nemeskocs – Celldömölk (napi 1 tovább Szombathely felé)                                                          | 2 óránként |
| személyvonat | Celldömölk – Nemeskocs – Boba – Kemenespálfa – Jánosháza – Nemeskeresztúr – Rigács – Ukk – Gógánfa – Zalagyömörő – Sümeg – Sümegi Bazaltbánya (← Uzsa) – Uzsabánya alsó – Tapolca – (Raposka →) – Balatonederics – Balatongyörök – Vonyarcvashegy – Gyenesdiás – Alsógyenes – Keszthely | Napi 2 pár |